# 매디슨 후
매디슨 후(Madison Hu, 2002년 6월 2일 ~ )는 미국의 배우이다.

## 출연 작품

### 텔레비전
- 골드버그 패밀리 (2014)
- 언제나 베프 (2015-16)
- 핵꿀잼 비짤봙 (2016-19)
- 선 브라더스 (2024)

### 영화
- 보이저스 (2021)
- 부기맨 (2023) - 베서니 역